# Emma Catherine Embury
Emma Catherine Embury (ur. 25 lutego 1806 w Nowym Jorku, zm. 10 lutego 1863 tamże) – poetka amerykańska. 
Była córką Jamesa R. Manleya. W 1828 wyszła za mąż za Daniela Embury’ego. W tym samym roku debiutowała tomikiem Guido and other Poems. Wydała również The Blind Girl and other Tales, Glimpses of Home Life, Pictures of Early Life, Love's Token Flowers i The Waldorf Family, or Grandfather's Legends. Używała pseudonimu Ianthe. Edgar Allan Poe w dziele The Literati of New York City opisał ją w następujący sposób: She is about the medium height; complexion, eyes, and hair light; arched eyebrows; Grecian nose; the mouth a fine one and indicative of firmness; the whole countenance pleasing, intellectual and expressive.